# جلين دانييل
جلين دانييل (بالإنجليزية: Glyn Daniel)‏ (و. 1914 – 1986 م) هو عالم آثار، وعالم إنسان، ومؤرخ عصور ما قبل التاريخ بريطاني، توفي عن عمر يناهز 72 عاماً.

## مناصب
تولى منصب Disney Professor of Archaeology ‏ (1974–1981).

## التعليم
تعلم في جامعة كارديف، وكلية سانت جونز.